# The European Federation for Cosmetic Ingredients
Der Europäische Verband für Kosmetische Rohstoffe – The European Federation for Cosmetic Ingredients (EFfCI) – ist  ein europäischer Industrieverband, der die Hersteller von chemischen und natürlichen Rohstoffen für die Kosmetikindustrie sowie deren Lieferanten und Dienstleister vertritt. Sitz der Organisation ist Brüssel.

## Geschichte
Die Vereinigung wurde im Jahr 2000 gegründet, um die Hersteller von kosmetischen Rohstoffen zu vereinigen und die kollektiven Interessen seiner Mitglieder direkt gegenüber den zuständigen Behörden (insbesondere der Europäischen Kommission) und der Kosmetikindustrie zu vertreten. Sie hat ca. 100 Mitglieder, dazu gehören auch die meisten Marktführer dieses Industriezweiges. 
Die Mitgliedschaft steht allen Unternehmen und nationalen Verbänden offen, die die Kosmetikrohstoffindustrie vertreten. Außerdem besteht die Möglichkeit einer direkten Mitgliedschaft für Kosmetikrohstoffhersteller aus EU-Ländern, in denen keine entsprechenden nationalen Organisationen bestehen.